# ヘルボーイ (2019年の映画)
『ヘルボーイ』（Hellboy）は、2019年のアメリカ合衆国のスーパーヒーロー映画。監督はニール・マーシャル、出演はデヴィッド・ハーバーとミラ・ジョヴォヴィッチなど。『ヘルボーイ』映画シリーズのリブート版であり、スタッフ・キャストを一新し、原作者のマイク・ミニョーラを監修に招いて制作された新たなストーリーの映画作品である。
日本では2019年9月にREGENTSの配給によりTOHOシネマズ日比谷ほか全国で公開された。ポスターのキャッチコピーは「悪かったな、俺がヒーローで。」。

## ストーリー
地獄で生まれ、現世で育てられた悪魔の子・ヘルボーイ。超常現象調査防衛局（BRPD）のエージェントとして活動する彼のもとに、英国中を荒らし回っている人食い巨人を退治せよとの指令が下る。そこでヘルボーイは暗黒時代に封印されたブラッドクイーンが1500年の眠りから覚めたことを知る。
人類への復讐心から地上を魔物の世界へ変えようと企むブラッドクイーンの野望を打ち砕くため、霊媒能力を持つ少女アリスやジャガー人間のベン・ダイミョウ少佐らとともに地球を守るための決死の戦いを挑む。
しかし、ヘルボーイを王として迎え入れようと企てる彼女の甘言と魔力により、世界を滅亡させてしまうほどの強大なパワーを手に入れてしまう。ロンドンの街を破壊し尽くす戦いは、やがて天変地異へと発展していく。

## キャスト
※括弧内は日本語吹替
- ヘルボーイ: デヴィッド・ハーバー（山野井仁）
- ヴィヴィアン・ニムエ / ブラッドクイーン: ミラ・ジョヴォヴィッチ（本田貴子）
- トレヴァー・"ブルーム"・ブルッテンホルム教授（英語版）: イアン・マクシェーン（鈴木琢磨）
- アリス・モナハン: サッシャ・レイン（青山玲菜）
- ベン・ダイミョウ少佐（英語版）: ダニエル・デイ・キム（木村雅史）
- グルアガッハの声: スティーヴン・グレアム（藤井隼）
- レディ・ハットン: ソフィー・オコネドー（小若和郁那）
- バーバ・ヤーガの声: エマ・テイト（英語版）（八百屋杏）
- アーサー王: マーク・スタンリー（英語版）
- マーリン: ブライアン・グリーソン（英語版）
- ガネイダ: ペネロペ・ミッチェル（英語版）
- ロブスター・ジョンソン（英語版）: トーマス・ヘイデン・チャーチ

## スタッフ
- 監督：ニール・マーシャル
- 脚本：アンドリュー・コスビー（英語版）
- 原作：マイク・ミニョーラ
- 製作：ローレンス・ゴードン、ロイド・レヴィン、マイク・リチャードソン（英語版）、フィリップ・ウェストグレン、カール・ハンプ、レス・ウェルドン、マシュー・オトゥール、レス・ウェルドン、ヤリフ・ラーナー
- 音楽：ベンジャミン・ウォルフィッシュ
- 撮影：ロレンツォ・セナトーレ（英語版）
- 編集：マーティン・バーンフェルド

## 作品の評価
Rotten Tomatoesによれば、批評家の一致した見解は「前の『ヘルボーイ』シリーズをとても楽しめるものにしていた想像力豊かな才能を失った、この魂のないリブート作品は、ダンテがインフェルノ（『神曲』の地獄篇）に入れずにいた第十圏のようである。」であり、215件の評論のうち高評価は18%にあたる38件で、平均点は10点満点中3.87点となっている。
Metacriticによれば、44件の評論のうち、高評価は2件、賛否混在は23件、低評価は19件で、平均点は100点満点中31点となっている。